# 香川県立医療短期大学
香川県立医療短期大学（かがわけんりついりょうたんきだいがく、英語: Kagawa Prefectural College of Health Science）は、香川県高松市牟礼町原字山田281番地1に本部を置いていた日本の公立大学である。1999年に設置され、2007年に廃止された。大学の略称は医短または香医短。

## 概要

### 大学全体
- 香川県高松市に所在した日本の公立短期大学で[2]、設置主体は香川県。
- 2学科で入学総定員70名をもって1999年に開学。
- 2002年に2専攻からなる専攻科を置く。
- 2003年度の入学生を最後に[注釈 1][注釈 2]、2007年に短期大学としての使命を終える[4]。

### 教育および研究
- 医療技術者の養成に力をいれていた。衛生検査技師法の規定に基づく厚生省の指定校として、1959年に初めて指定された香川県衛生検査技師養成所、その後身校である香川県臨床検査専門学校の伝統を受け継いでいることから考えるととりわけ、臨床検査技師の養成には実績があったものとみられる[5]。

### 学風および特色
- 香川県立医療短期大学の設置は1999年と、以後日本では公立短大の設置がみられていないことから、事実上全国の公立短大では最も新しいものとなっている[注 1]。
- 1学年定員が70名と至って小規模であった。

## 沿革
- 1958年 香川県衛生検査技師養成所（2年制）を設置。
- 1959年 香川県衛生検査技師養成所が、衛生検査技師法の規定に基づく厚生省の指定校となる。
- 1964年
  - 1月 香川県看護専門学校の設置が認可される[6]。
- 1975年 香川県臨床検査専門学校（3年制）を設置[6]。
- 1995年 香川県立医療短期大学の設立準備を始めていく[7]。
- 1997年
  - 5月 香川県立医療短期大学(当時は仮称)の建設工事が開始される[8]。
- 1998年
  - 12月22日 左記を以て文部省[注 2]より短期大学の設置が認可される[9]。
- 1999年 香川県立医療短期大学が以下の学科体制にて開学する[10]。
  - 看護学科 入学定員50人
  - 臨床検査学科 入学定員20人
- 2002年
  - 4月1日 専攻科を以下の内容で設置する[11]。
    - 地域看護学専攻 1年制 入学定員30人
    - 助産学専攻 1年制 入学定員20人
- 2003年
  - 4月1日 当年度をもって学生受け入れを終了[注釈 1][注釈 2]
- 2007年
  - 3月31日 最後の修了生となる専攻科の学生が卒業をもって閉学[4]。

## 基礎データ

### 所在地
- 香川県高松市牟礼町原字山田281番地1

### 象徴
- 香川県立医療短期大学のカレッジマークは香川県の県花であるオリーブの形がモチーフにされていた[12]。

## 教育および研究

### 組織

#### 学科[注 3]
- 看護学科 入学定員50名
- 臨床検査学科 入学定員20

#### 専攻科[注 4]
- 地域看護学専攻 入学定員30人
- 助産学専攻 入学定員20人

#### 別科
- なし

#### 取得資格について
資格
- 看護師：看護学科
- 臨床検査技師：臨床検査学科
- 保健師：専攻科地域看護学専攻
- 助産師：専攻科助産学専攻

#### 年度別学生数
- 数値はその該当年度の5月1日時点でのデータである。

| -        | 看護学科 | 臨床検査学科 | 出典   |
| -------- | -------- | ------------ | ------ |
| 入学定員 | 50       | 20           | -      |
| 総定員   | 150      | 60           | -      |
| 1999年   | 女50     | 男2 女18     | [ 15 ] |

### 研究
- 『香川県立医療短期大学紀要』[16]

## 学生生活

### 部活動・クラブ活動・サークル活動[17]
- 香川県立医療短期大学で活動していたクラブ活動
  - 体育系：バレーボール・バドミントン・バスケットボール・ソフトボールほか
  - 文化系：茶道・パソコンほか

## 施設

### キャンパス
- キャンパスは、香川県道高松志度線に接しており、その県道を挟んだ東側にグラウンドがあった[18]。
- 設備：講義棟・厚生棟・実習棟・体育館などがあった[18]。
- 当初の様子は右記の資料を参照のこと[19]。

### 学生食堂
- 香川県立医療短期大学の学生食堂（学食）は、当時厚生棟と呼ばれる建物の2階にあった[20]。

### 寮
- 学生寮は存在しなかった[20]。

## 卒業後の進路について

### 就職について
- ほぼ、全員が専門職に就いているものとみられる。

### 編入学・進学実績
- 看護学科の卒業生は、香川県立医療短期大学専攻科に進学していたものとみられる。